# رومولو باكيني
رومولو باكيني (11 أبريل 1872 - 27 مارس 1938)، مخرج وموسيقي ورسام وشاعر إيطالي. أمضى حياته المهنية خلال عصر الفيلم الصامت.

## سيرة شخصية

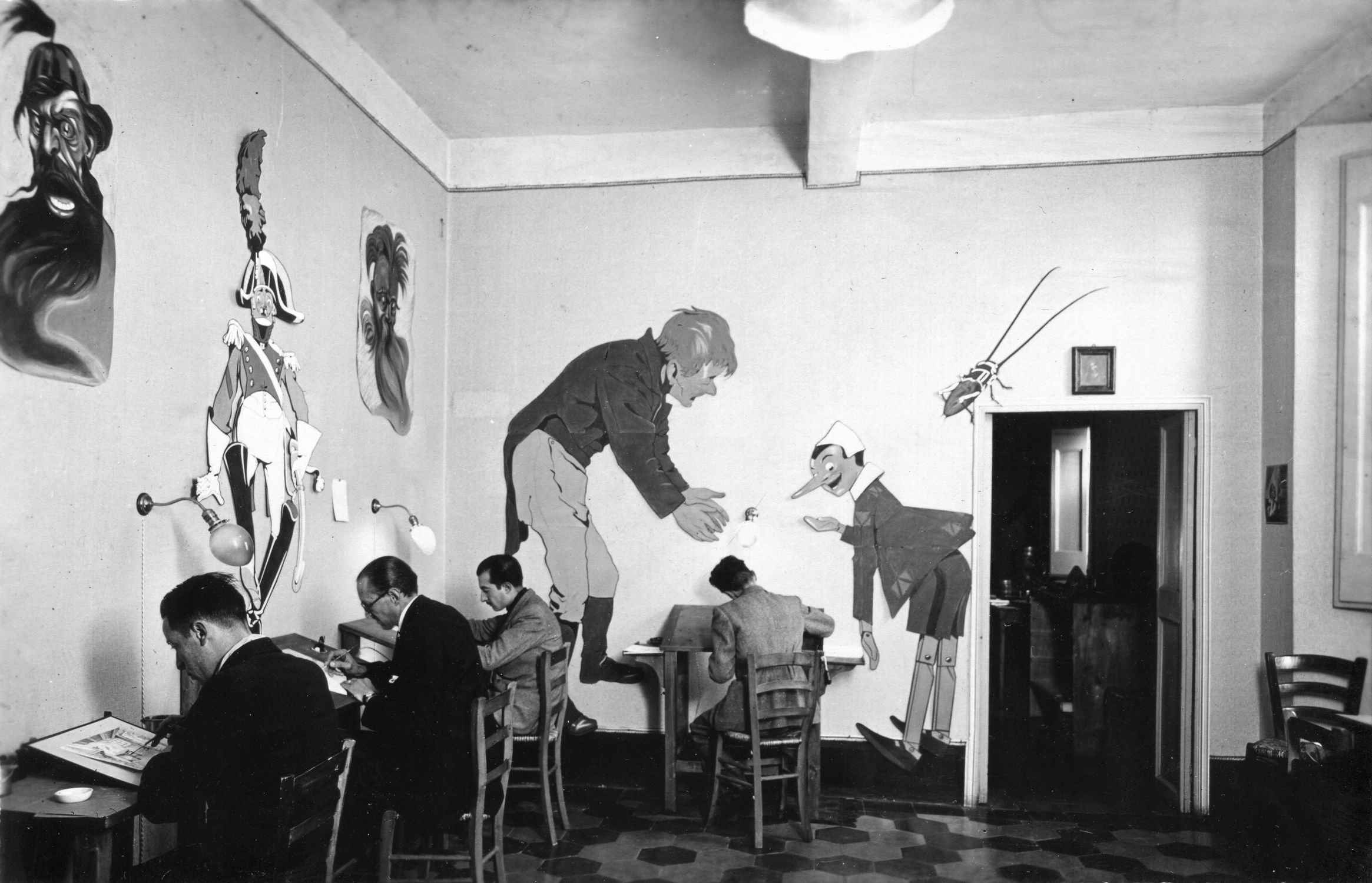
تجهيز الرسوم المتحركة "مغامرات بينوكيو".

ولد باكيني في مدينة روما بإيطاليا. وهو أحد رواد السينما الإيطالية الصامتة، حيث أخرج 50 فيلم.
في 1909 انتقل إلى نابولي عاصمة إقليم كامبانيا، وأوكلت له شركة Vesuvio Films [الإنجليزية] الإخراج الفني، حيث أخرج العديد من أفلامه، من ضمنها Corradino di Svevia (film) [الإنجليزية]، الذي يعتبر أحد أوائل الأفلام الإيطالية التي تدور أحداثها في العصور الوسطى.

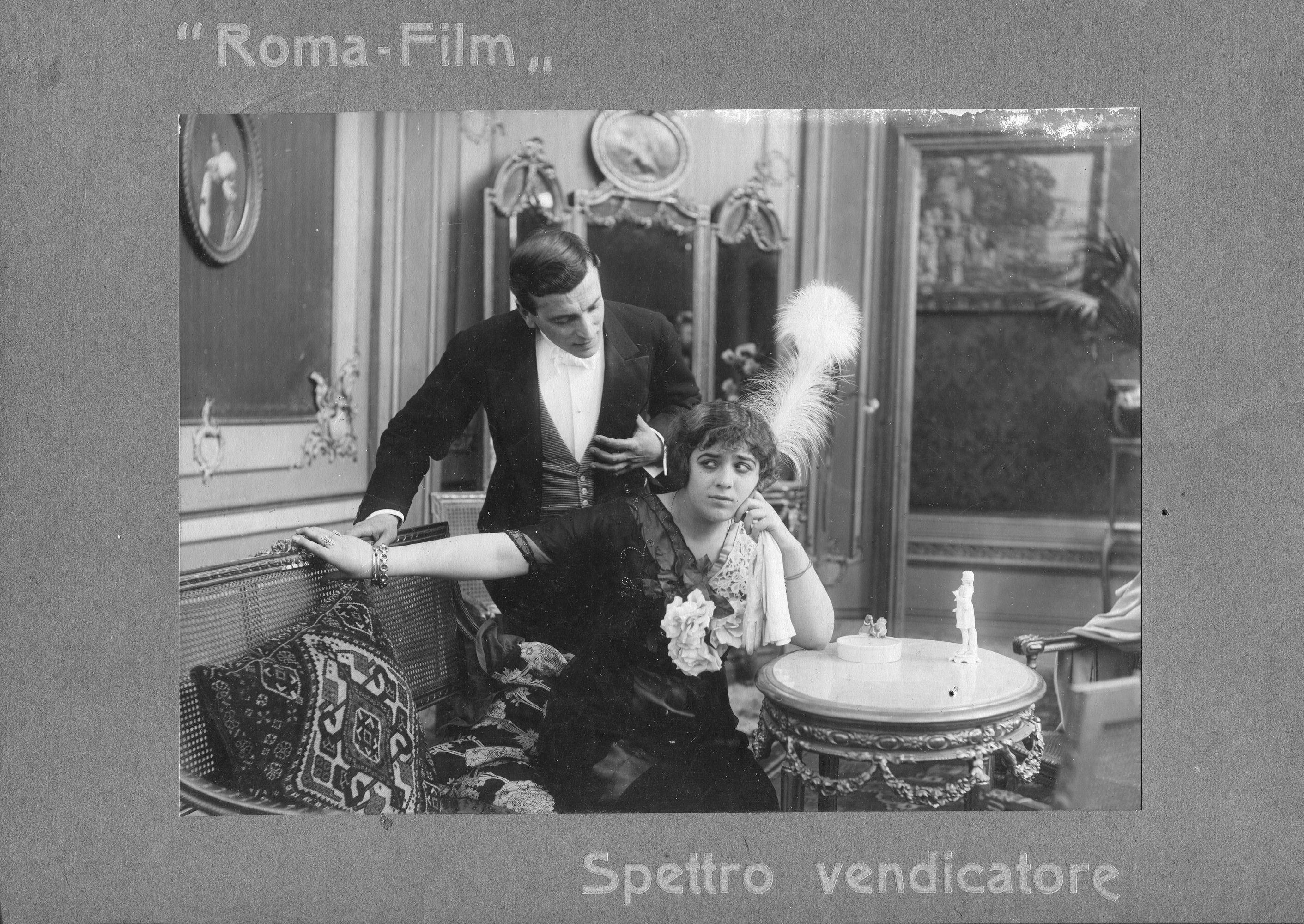
"Lo Spettro Vendicatore" (1914) ، الذي لعب فيه رومولو باكيني دور الممثل والمخرج.

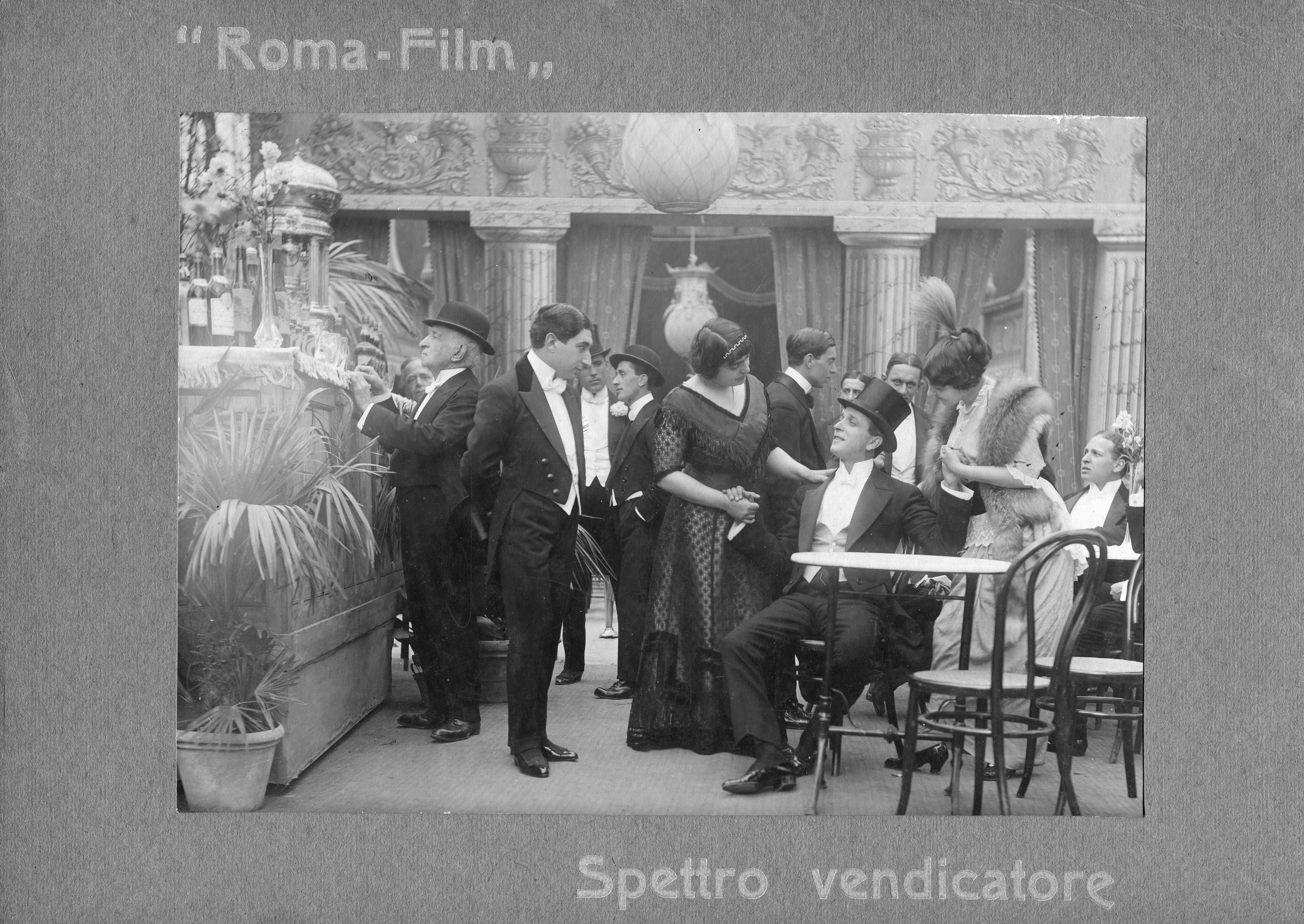
يرتدي قميص "Lo Spettro Vendicatore" (1914).

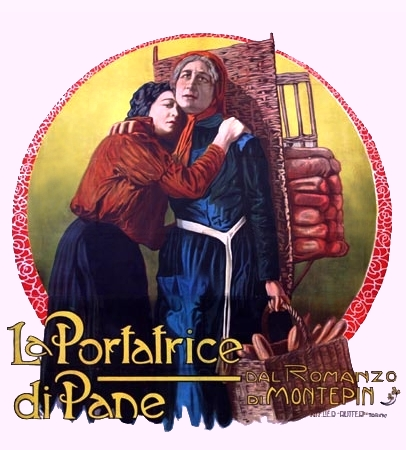
لوحة التشغيل "La portatrice di pane" (1911).

## موسيقى

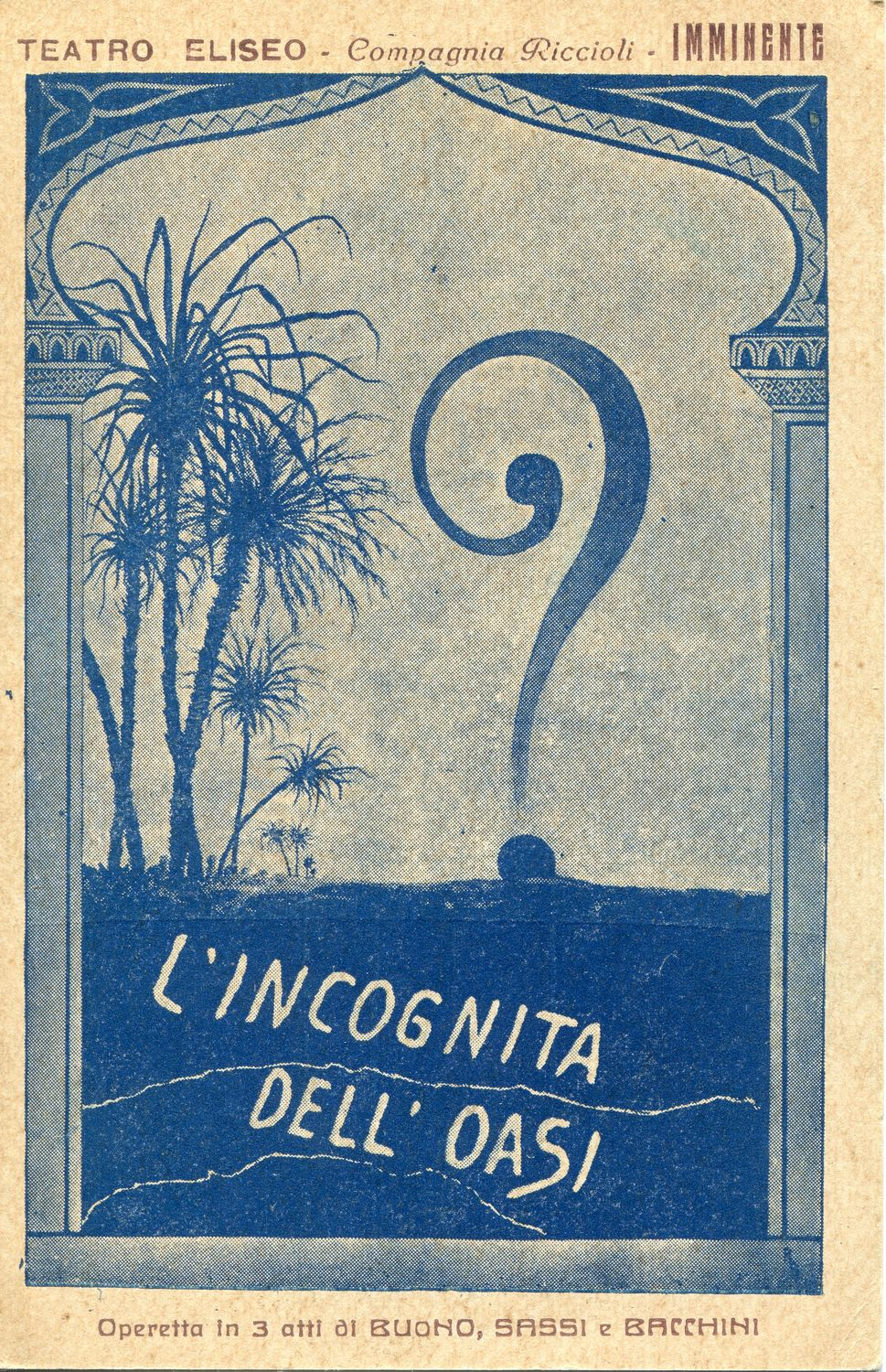
إعلان ترويجي لأوبريت "L'incognita dell'oasi" (1920 ق.).